# Audi A8
El Audi A8 es un automóvil de turismo de lujo del segmento F producido por el fabricante alemán Audi desde el año 1994. Es el sucesor del Audi V8. Como el buque insignia de la marca, estrenó el sistema de denominaciones de Audi compuesto por una A y un dígito, que luego usaron los Audi A1, Audi A2, Audi A3, Audi A4, Audi A5, Audi A6 y Audi A7; además de históricamente recibir primero los avances tecnológicos y el lenguaje de diseño más actual de Audi.
El A8 tiene carrocería sedán de cuatro puertas y motor delantero longitudinal. Existen versiones con tracción delantera y a las cuatro ruedas, con cuatro y cinco plazas, y con batalla corta o larga. Al contrario de sus hermanos con terminación par: A4 y A6, nunca se produjo una variante familiar, pero un prototipo derivado del A8 llamado Avantissimo fue presentado en el Salón del Automóvil de Frankfurt de 2001 con esa carrocería.

## Primera generación (Typ D2/4D, 1994-2002)
El Audi A8 D2 (denominación interna 4D) es un automóvil del segmento F fabricado por Audi que se produjo desde mediados de 1994 hasta mediados de 2002 y que se ofreció como el sucesor del Audi V8 hasta finales de 2002.

### Historia del modelo
El camino de Audi al segmento F comenzó en el año 1979 con el Audi 200 (Typ 43) que se basaba en el Audi 100 C2. En 1983 le sucedió como el lujoso Audi 200 del tipo 44. En 1988 llegó el Audi V8, el primer modelo independiente del segmento F de la marca. Este también era, aunque técnicamente una construcción nueva e independiente, una ramificación del Audi 100. En él se evidenciaron algunas limitaciones de construcción; causando entre otras cosas que la oferta de espacio y el confort no se pudiera medir frente a la de los competidores del segmento. Si bien este modelo conseguía éxitos sobre todo con la tracción integral quattro, no alcanzaba una aceptación amplia con respecto a la oferta competitiva de los productos de Mercedes-Benz o BMW.
En otoño de 1991 Audi presentó dos prototipos con carrocería de construcción de aluminio: el Audi quattro spyder y el Avus quattro. Se presentaron en el IAA y en el Salón del Automóvil de Tokio.

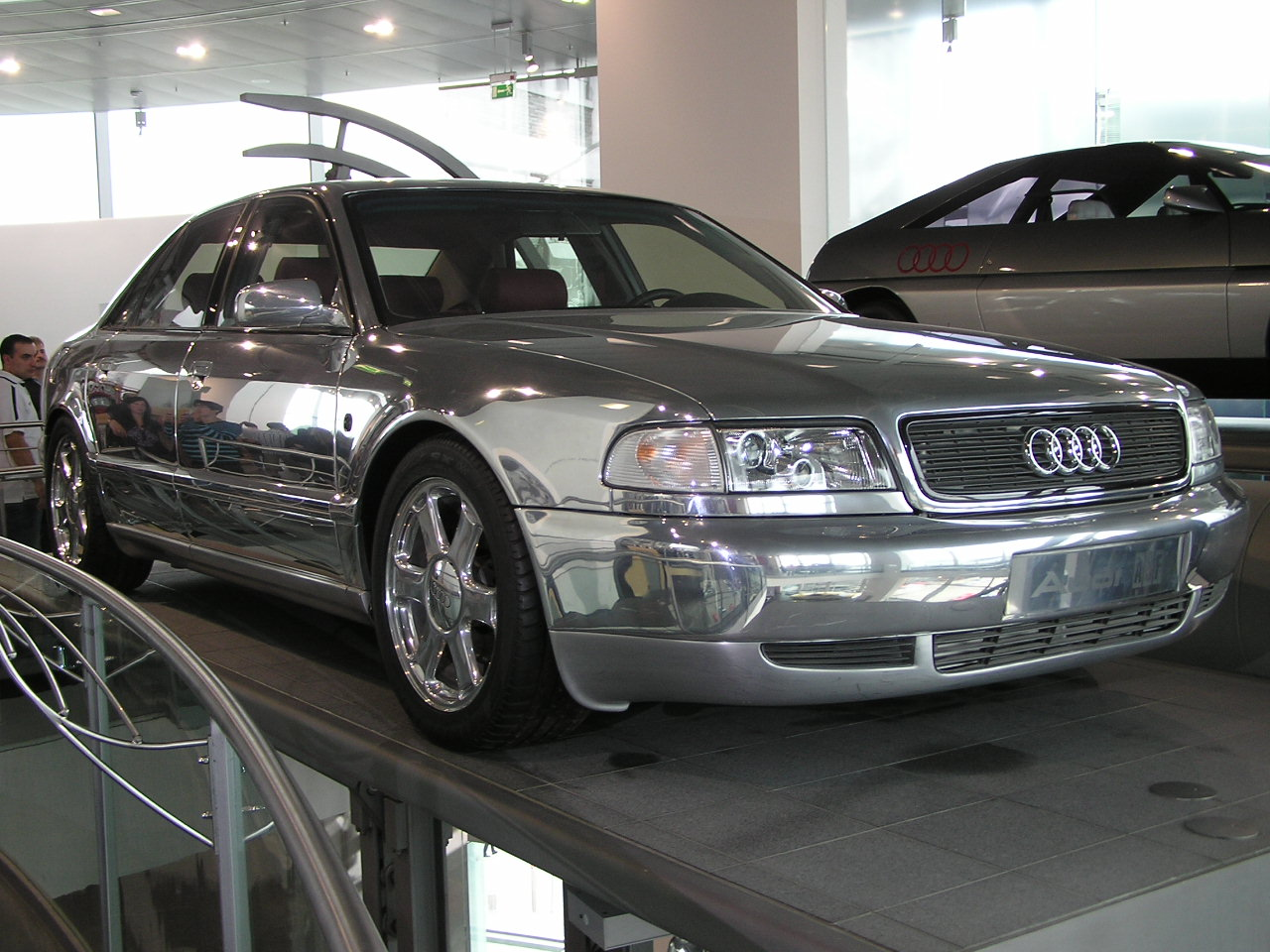
Autoconcepto Audi Space Frame de 1993

En septiembre de 1993 se presentó en el IAA el llamado 'Audi Space Frame. Tenía un motor V8 TDI 3.4 litros y con excepción del revestimiento de aluminio pulido, era esencialmente el Audi A8 que llegó al mercado en mayo de 1994.
A partir de entonces Audi ofreció un modelo técnicamente independiente en el segmento F. La primera versión del A8 se ofreció con algunos rasgos técnicos que los modelos de la competencia: el Mercedes-Benz Clase S y el BMW Serie 7 no ofrecían.
Entre ellos estaba la tracción integral "quattro" así como la primera carrocería de aluminio a nivel mundial en un vehículo de producción en serie del segmento F. Las críticas llegaron del lado del apartado del confort, que se descuidó para ofrecer una experiencia más bien deportiva.
El Audi A8 de primera generación se fabricó hasta el 30 de julio de 2002 con una producción final de 105,092 unidades.
Después de ocho años construyéndose el A8 D2 fue reemplazado en noviembre de 2002 por el D3 ya como modelo 2003.

### Periodos de construcción
- 1994 hasta 1999: Audi A8 Typ D2/4D
- 1999 hasta 2001: Audi A8 Typ D2/4D (primer rediseño: Parte frontal alterada, acabado de aluminio delantero/trasero, espejo lateral derecho del mismo tamaño, consola central modificada, manijas de las puertas alteradas y luces direccionales laterales blancas)
- 2001 hasta 2002: Audi A8 Typ D2/4D (segundo rediseño: faros antiniebla ligeramente cambiados, acabado de aluminio en el cenicero y pequeño compartimento en la consola central así como una transmisión automática con marcha "S" en vez de 2/3/4)

### Propulsión

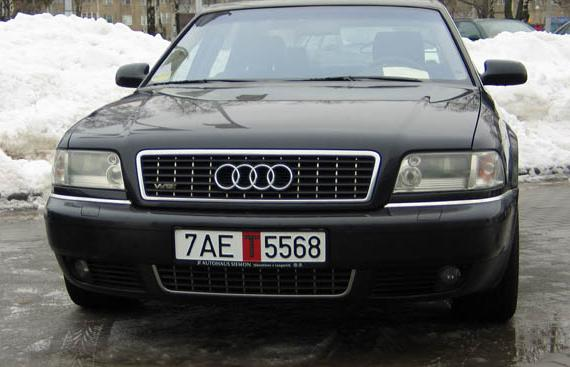
Primera serie de producción de Audi con un motor W12

Vino de serie como motorización base un motor a gasolina 2.8 l con seis cilindros en construcción en V. El motor más grande de la oferta de motores era el motor en W doce cilindros (W12). También había un ocho cilindros a gasolina en construcción en V con capacidad de 4.2 litros que también llevaba la ramificación más deportiva, el S8. El primer A8 con motor a diésel (2.5 TDI) tenía al principio una entrega máxima de 110 kW (150 PS) y fue sustituido a partir del modelo 2000 por una versión con una potencia máxima de 132 kW (180 PS). El mismo año se llevó a cabo la presentación de los primeros motores a diésel ocho cilindros (3.3 TDI), encabezando así la tendencia de motores a diésel de gran volumen en el segmento F.
Mientras que el modelo anterior, el Audi V8, se entregaba exclusivamente con la tracción integral quattro, con el Audi A8 los clientes podían escoger entre las variantes de tracción delantera o integral con los motores a gasolina más pequeños. La tracción delantera es poco común en este segmento, normalmente los modelos del segmento F tienen tracción trasera. Que Audi promocionara en su lanzamiento la tracción integral representó de igual manera una novedad en el segmento.
Hasta el año de construcción de 1996 se montaba en combinación con un motor 4.2 litros (todos con tracción integral) únicamente una caja automática de 4 marchas, a partir del año de 1997 montó una caja automática de 5 marchas. Para los motores más pequeños se ofreció la opción de una caja de cambios manual. Para la motorización 4.2 litros en el S8 después se pudo escoger también entre una caja manual de seis marchas o una automática de cinco fases.

### Carrocería
La carrocería del Audi A8 está compuesta completamente de aluminio. Con ello se evitan los problemas de oxidación, aunque de igual forma el aluminio puede experimentar corrosión bajo ciertas circunstancias. Dicha carrocería de aluminio lleva el nombre de Audi Space Frame. Ya el modelo anterior del primer A8 tenía una carrocería imantada, en la cual la corrosión muy raramente ocurría, por lo general solo en piezas reparadas inadecuadamente después de accidentes.
Otro objetivo de desarrollo fue y es la reducción conjunta del peso del vehículo y del consumo. Esto se logra solo parcialmente, salvo si el vehículo viniese equipado con todas las posibilidades técnicas de equipamiento. Entre ellos están la tracción Quattro, que hace crecer el peso unos 100 kg. Aun así el Audi A8 era más ligero que el equiparable BMW Serie 7 o el Mercedes Clase S.
El Audi A8 D2 se ofreció exclusivamente como sedán con maletero. En el programa de entregas no se declaró una versión familiar.
En el Salón del Automóvil de Ginebra de 1997 se mostró un vehículo concepto de una versión cupé basada en el A8 D2, que se construyó con IVM Automotive.
En septiembre de 2001 Audi presentó, en un tiempo donde se podía comprar el Audi A8 D2, en el IAA, el experimento Audi Avantissmo (una variante con carrocería familiar del Audi A8 D2. Aun cuando las reacciones del público al respecto fueron positivas, nunca se llegó a la producción de tales variantes familiares de Audi en su futuro cercano.
Como en el Audi V8 había una opción elegible para una variante con carrocería más larga: el Audi A8 versión larga.

### El A8 en la opinión pública y los medios
Audi cerró la década de 1990 con una actuación de trascendencia mediática fuerte. De esa manera el Audi S8 sirvió en aquel entonces como vehículo de escape en la película Ronin de 1998. También en la película The Matrix Reloaded se utiliza un Audi A8 o S8.
Gerhard Schröder utilizó por primera vez un Audi A8 como automóvil de estado, También Angela Merkel usó un A8. Hasta entonces los vehículos de políticos importantes en Alemania eran generalmente de Mercedes-Benz o más raramente de BMW.

### Motorizaciones
Sus motores gasolina eran un V6 de 2.8 litros y 174 o 193 CV de potencia máxima, un V8 de 3.7 litros y 230 CV (luego 260 CV), un V8 de 4.2 litros y 300 o 310 CV, y un W12 de 6.0 litros y 420 CV. Los motores diésel son un V6 de 2.5 litros y 150 CV (luego 180 CV), y un V8 de 3.3 litros y 225 CV, el primero de ellos con turbocompresor e inyección directa con alimentación por bomba inyectora, y el segundo doble turbocompresor e inyección common-rail.
La variante deportiva S8, puesta a la venta en 1996, llevaba el motor de gasolina V8 de 4.2 litros potenciado a 340 CV, pasando en 1999 a tener 360 CV. Todos están equipados con tracción a las cuatro ruedas.
| Motores de gasolina            | Motores de gasolina                               | Motores de gasolina                               | Motores de gasolina         | Motores de gasolina                  | Motores de gasolina                  | Motores de gasolina                  | Motores de gasolina                  | Motores de gasolina                               | Motores de gasolina                  | Motores de gasolina |
|                                | 2.8                                               | 2.8                                               | 3.7                         | 3.7                                  | 4.2                                  | 4.2                                  | 4.2 (S8)                             | 4.2 (S8)                                          | 6.0 W12                              |                     |
| ------------------------------ | ------------------------------------------------- | ------------------------------------------------- | --------------------------- | ------------------------------------ | ------------------------------------ | ------------------------------------ | ------------------------------------ | ------------------------------------------------- | ------------------------------------ | ------------------- |
| Periodo                        | 1994-1996                                         | 1996-2002                                         | 1995-1998                   | 1998-2002                            | 1994-1998                            | 1998-2002                            | 1996-1999                            | 1999-2002                                         | 2001-2002                            |                     |
| Identificación del motor       | AAH                                               | ACK                                               | AEW, AKJ                    | AQG, AKC                             | ABZ, AKG, ARS, ASG                   | AUX, AWN                             | AHC, AKH                             | AQH, AVP                                          | AZC                                  |                     |
| Tipo de motor                  | V6 12v                                            | V6 30v                                            | V8 32v                      | V8 40v                               | V8 32v                               | V8 40v                               | V8 32v                               | V8 40v                                            | W12 48v                              |                     |
| Diámetro x carrera             | 82.5 mm × 86.4 mm                                 | 82.5 mm × 86.4 mm                                 | 84.5 mm × 82.4 mm           | 84.5 mm × 82.4 mm                    | 84.5 mm × 93.0 mm                    | 84.5 mm × 93.0 mm                    | 84.5 mm × 93.0 mm                    | 84.5 mm × 93.0 mm                                 | 84.0 × 90.3 mm                       |                     |
| Cilindrada                     | 2771 cm³                                          | 2771 cm³                                          | 3697 cm³                    | 3697 cm³                             | 4172 cm³                             | 4172 cm³                             | 4172 cm³                             | 4172 cm³                                          | 5998 cm³                             |                     |
| Relación de compresión         | 10.0: 1                                           | 10.0: 1                                           | 10.8: 1                     | 11.0: 1                              | 10.8: 1                              | 11.0: 1                              | 11.6: 1                              | 11.0: 1                                           | 10.75: 1                             |                     |
| Potencia máxima: CV (kW) @ rpm | 174 CV (128 kW) @ 5500                            | 193 CV (142 kW) @ 6000                            | 230 CV (169 kW) @ 5500      | 260 CV (191 kW) @ 6000               | 300 CV (220 kW) @ 6000               | 310 CV (228 kW) @ 6200               | 340 CV (250 kW) @ 6600               | 360 CV (265 kW) @ 7000                            | 420 CV (309 kW) @ 6000               |                     |
| Par máximo: Nm @ rpm           | 250 Nm @ 3500                                     | 280 Nm @ 3200                                     | 315 Nm @ 2700               | 350 Nm @ 3250                        | 400 Nm @ 3300                        | 410 Nm @ 3000-4000                   | 410 Nm @ 3500                        | 430 Nm @ 3400                                     | 550 Nm @ 3500-4750                   |                     |
| Tracción                       | Delantera / Total (Quattro)                       | Delantera / Total (Quattro)                       | Delantera / Total (Quattro) | Delantera / Total (Quattro)          | Total (Quattro)                      | Total (Quattro)                      | Total (Quattro)                      | Total (Quattro)                                   | Total (Quattro)                      |                     |
| Transmisión                    | Manual, 5 velocidades / Automática, 4 velocidades | Manual, 5 velocidades / Automática, 5 velocidades | Automática, 5 velocidades   | Automática, 5 velocidades            | Automática, 4 velocidades            | Automática, 5 velocidades            | Manual, 6 velocidades                | Manual, 6 velocidades / Automática, 5 velocidades | Automática, 5 velocidades            |                     |
| Peso                           | 1460-1500 kg                                      | 1510–1635 kg                                      | 1645–1725 kg                | 1645–1725 kg                         | 1750 kg                              | 1750 kg                              | 1720 kg                              | 1730–1750 kg                                      | 1950 kg                              |                     |
| Aceleración 0–100 km/h         | 9.1 s                                             | 8.4 s                                             | 8.7 s                       | 8.1 s                                | 7.3 s                                | 6.9 s                                | 5.5 s                                | 5.4 s                                             | 5.6 s                                |                     |
| Velocidad máxima               | 225-228 km/h                                      | 233-236 km/h                                      | 245-247 km/h                | 250 km/h (Limitada electrónicamente) | 250 km/h (Limitada electrónicamente) | 250 km/h (Limitada electrónicamente) | 250 km/h (Limitada electrónicamente) | 250 km/h (Limitada electrónicamente)              | 250 km/h (Limitada electrónicamente) |                     |
| Consumo combinado (L/100 km)   | 8.9                                               | 9.9                                               | 12.0                        | 11.5                                 | 13.4                                 | 12.9                                 | 14.3                                 | 13.7                                              | 14.6                                 |                     |

| Periodo                        | 1997-2000                                        | 2000-2002                                        | 2000-2002                                                    |
| Identificación del motor       | AFB, AKN                                         | AKE, BDH, BAU                                    | AKF                                                          |
| Tipo de motor                  | V6 24v, inyección directa, turbo, intercooler    | V6 24v, inyección directa, turbo, intercooler    | V8 32v, inyección directa, Common-Rail, biturbo, intercooler |
| Diámetro x carrera             | 78.3 mm × 86.4 mm                                | 78.3 mm × 86.4 mm                                | 78.3 mm × 86.4 mm                                            |
| Cilindrada                     | 2496 cm³                                         | 2496 cm³                                         | 3328 cm³                                                     |
| Relación de compresión         | 19.5: 1                                          | 18.5: 1                                          | 18.5: 1                                                      |
| Potencia máxima: CV (kW) @ rpm | 150 CV (110 kW) @ 4000                           | 180 CV (132 kW) @ 4000                           | 224 CV (165 kW) @ 4000                                       |
| Par máximo: Nm @ rpm           | 310 Nm @ 1500-3200                               | 370 Nm @ 1500-2500                               | 480 Nm @ 1800-3000                                           |
| Tracción                       | Delantera / Total (Quattro)                      | Delantera / Total (Quattro)                      | Total (Quattro)                                              |
| Transmisión                    | Manual, 6 velocidades / Automática 5 velocidades | Manual, 6 velocidades / Automática 5 velocidades | Automática 5 velocidades                                     |
| Peso                           | 1595-1705 kg                                     | 1630–1735 kg                                     | 1860 kg                                                      |
| Aceleración 0–100 km/h         | 9.9 s                                            | 8.8 s                                            | 8.2 s                                                        |
| Velocidad máxima               | 213-220 km/h                                     | 224-227 km/h                                     | 242 km/h                                                     |
| Consumo combinado (L/100 km)   | 7.2                                              | 7.2                                              | 9.7                                                          |

## Segunda generación (Typ D3/4E, 2002-2010)
La segunda generación del Audi A8 (Typ 4E) construida sobre la plataforma D3 del Grupo Volkswagen se reveló por medio de una conferencia de prensa en julio de 2002 y fue presentada en noviembre de 2002. El modelo era más largo que el de la generación anterior y poseía espacio para cuatro o cinco acompañantes adultos grandes en la cabina, dependiendo de la configuración de los asientos traseros. El programa de desarrollo del D3 comenzó en 1996, mientras que el proceso de diseño comenzó en Ingolstadt en 1997. El estudio de diseño completo de Audi con base en Ingolstadt primero contribuyó con propuestas en boceto de los cuales surgieron varias temáticas diferentes. Seis de ellos fueron desarrollados en modelos de arcilla de tamaño completo y trabajados de manera tradicional al lado de dibujos en cinta de tamaño completo. Por lo menos tres modelos a escala 1:4 se produjeron para explorar otras variantes de diseño.
Los diseños exteriores de arcilla de tamaño completo se redujeron a dos para finales de 1998 y estos continuaron siendo refinados en paralelo durante un año. A finales de 1999 se realizó la selección del tema definitivo, siendo Milkós Kovács e Imre Hasanic los principales diseñadores de dicho tema. Este largo tiempo de diseño se debió en parte a que el cuerpo estaba hecho de aluminio, un material menos capaz de recibir los radios pequeños de líneas de diseño agudas como aquellas en el A4 (B6) con cuerpo de acero diseñado en 1998.
En paralelo al desarrollo del diseño exterior se progresó en el diseño interior con una producción total de cuatro modelos de tamaño completo y desde el comienzo con el diseño dominante del panel de instrumentos con temática horizontal del coche de producción con Norbert Schneider, Mark Bergold y Enzo Rothfuss como diseñadores principales.
Agrupar controles principales más cerca del conductor para una identidad enfocada en el conductor a la vez que crear una sensación de espacio y amplitud fueron prioridades tempranas para el equipo de diseño interior dirigido por Jürgen Albamonte. En parte esto se facilitó con la Multi Media Interface (MMI) diseñada por Jürgen Schröder, que fue pionera en el A8 D3 después del avance en el concept Audi Avantissimo, aunque gracias también a los destacados colores y acabados cortesía de Barbara Krömeke y Melinda Jenkins.
Bajo la supervisión de Dany Garand, durante la primera mitad del 2000 los modelos de arcilla exteriores e interiores se digitalizaron y desarrollaron usando herramientas de diseño digitales en forma de apoyo, no de conducción. El diseño de producción final del D3 se detuvo en el verano de 2000 para el comienzo de la producción en agosto de 2002.
Se anticipó al A8 en el Salón del Automóvil de Fráncfort de 2001 con el concept Avantissimo. Este prototipo presentó mucha de la tecnología que después estuvo disponible en la serie de producción del A8, entre los que se incluyen el MMI, transmisión automática de 6 relaciones con levas de cambio, motor V8 biturbo (RS6), suspensión neumática adaptativa auto-regulable con amortización continuamente controlable, freno de estacionamiento eléctrico, faros bi-xenón con luces de curva con sistema de iluminación frontal adaptativa, la consola, los sistemas de identificación del conductor con escáner de huella digital.
Como en la versión anterior, se ofrecieron dos variantes de carrocería de la segunda generación del A8, el A8 (estándar, o de batalla corta) y el A8 L de batalla larga (LWB, por sus siglas en inglés). El A8 L añadía 120 mm de espacio para las piernas en la segunda fila y 11 mm en la longitud total del coche.
Para los modelos tracción integral quattro la única oferta fue una transmisión ZF 6HP26-A61 (y una versión 6HP19 con menor par para los modelos 6 cilindros) automática tiptronic de seis velocidades con "Programa de Cambios Dinámicos" (DSP) y modo "sport", con levas de cambio en el volante opcionales. La potencia se transmite mediante un sistema de tracción integral quattro de Audi de cuarta generación que usa un diferencial central T-2 Torsen con una división 50:50 del par para los ejes delantero y trasero. Si cambian las condiciones del terreno, el diferencial Torsen puramente mecánico responde sin ningún retraso; puede mandar hasta un 70 por ciento de la potencia a los ejes delantero o trasero.

### Innovaciones
- Presentación mundial de la interfaz de usuario de automóvil Multi Media Interface (MMI) (similar al iDrive de BMW)
- Redes de datos de fibra óptica Bus MOST de alta velocidad multiplexados (conectando entre sí varios microprocesadores en buses compartidos) integrados con MMI
- Primer Audi con faros HID bi-xenón para las luces altas y bajas
- Presentación mundial de faros de curva AFS (sistema de iluminación frontal adaptable por sus siglas en inglés) de Hella.[8]
- Primer Audi con suspensión neumática adaptable en las cuatro ruedas y Control de Amortización Continua (CDC)-(suspensión Skyhook)
- Primer sistema de navegación GPS de Audi con mapas DVD
- Primer Audi con una transmisión automática de seis velocidades (Tiptronic)
- Primer Audi con reconocimiento de huellas dactilares

En el 2005 estuvieron disponibles nuevos motores de combustión interna. Para los clientes en los mercados europeos y asiáticos, el motor V6 de 3.0 litros se reemplazó por una nueva unidad 3.2 litros con Inyección Estratificada de Combustible (FSI) que compartía con el Audi A4 B7 y el Audi A6 C6. La versión tope de gama W12 debutó ese año. La ventaja de la arquitectura del Motor W12 es un bloque compacto, lo que permitió a Audi construir un sedán 12 cilindros con tracción integral, mientras que un V12 convencional solo podría haber tenido configuración de tracción trasera pues no hubiese habido espacio en el compartimento del motor para un diferencial y los otros componentes requeridos para potenciar las ruedas delanteras. De hecho, el W12 de 6.0 litros de Audi es incluso más pequeño en dimensiones totales que el V8 de 4.2 litros.
Además de los trenes motrices adicionales, Audi rediseñó el alcance de la plataforma D3 del A8 ligeramente en el 2005, entregándole a todas las variantes una parrilla "single-frame" trapezoidal más ancha y alta. La versión W12 tope de gama fue el primer modelo equipado con esta parrilla, los modelos motor V8 fueron equipados con la nueva parrilla el año siguiente.

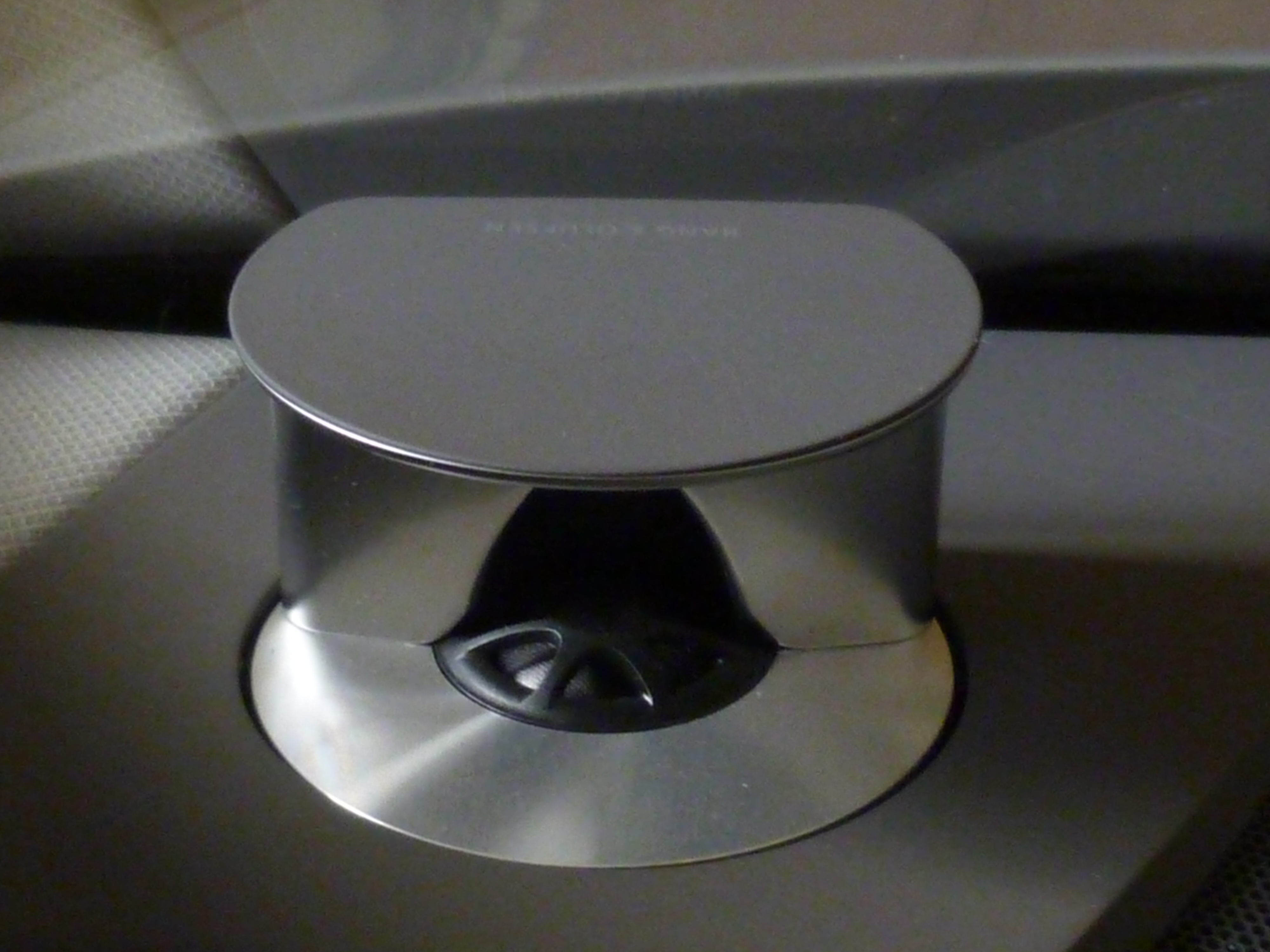
El único y motorizado tweeter Bang & Olufsen en un Audi A8 2008

La generación D3 del A8 presentó el motor V8 de inyección directa turboalimentada (TDI) de 4.2 litros y 315 PS (posteriormente mejorado para entregar 322 PS). El motor utiliza dos turbocompresores y dos intercoolers, cada turbocompresor funcionando de manera exclusiva para un banco de cuatro cilindros.
La suspensión neumática adaptable le da al coche una separación desde su posición normal de 120 mm hasta 145 mm en modo levantado y abajo hasta 93 mm en el modo "Autobahn", que se activa automáticamente cuando la velocidad es superior a 120 km/h durant más de 30 segundos.
En septiembre de 2005 Audi se convirtió en el primer fabricante de automóviles en ofrecer una opción de sistema de sonido ICEpower de 1000 vatios y 14 altavoces de Bang & Olufsen.

### Rediseño del 2006
Entre los cambios se incluyen:
- Una fascia delantera actualizada que incorpora la parrilla insignia Single Frame de Audi. Complementando al estilo pronunciado de la parte delantera del coche, los diseñadores descartaron las sobrias luces de niebla redondas, optando por unas carcasas de luces de niebla más grandes y rectangulares con un juego de 'iluminadores laterales' integrados dentro en la carcasa; ayudando así a los conductores en condiciones de poca luz o visibilidad pobre al iluminar automáticamente dependiendo de la velocidad y el ángulo del volante. Los iluminadores laterales operan de manera independiente de las luces de niebla.
- El ensamble de las luces traseras fue actualizado para presentar led mucho más brillantes y eficientes. Las luces de niebla traseras dobles ahora son estándar.

Nuevo equipamiento opcional:
- El nuevo control de crucero adaptable ACC Plus de rango de velocidad completa ahora puede frenar hasta detenerse.
- Sistema de advertencia de colisión frontal guiada por radar Braking Guard.
- "Side Assist" detecta coches en los ángulos muertos del A8.
- "Lane Assist" ayuda cuando el conductor intenta cambiar carriles sin señalizar primero.

### S8 5.2 FSI quattro
La variante deportiva de alto desempeño S8 se comercializó inicialmente como "Audi S8 5.2 FSI quattro" y se anunció el último cuarto de 2005 y la producción en serie comenzó en junio de 2006 y terminó en septiembre de 2009.
El S8 incluye detalles sutiles para distinguirse de su pariente, el A8. La parrilla "single-frame" trapezoidal lleva el característico logo vertical "S" de Audi que resalta en terminado cromado. El emblema "S8" se muestra delante y detrás, mientras que la inscripción "V10" se sitúa junto a los intermitentes laterales. El maletero incorpora un pequeño alerón y la parte trasera está rematada con cuatro tubos de escape ovalados y cromados. Los faros adaptativos HID de xenón incluyen luces direccionales estáticas así como luces de curva direccionales. Las luces de circulación diurna son cinco diodos led incorporados en un reflector con diseño de trébol, en la carcasa de los faros principales.
La serie D3 del S8 presenta un motor a gasolina V10 de cuatro válvulas por cilindro completamente de aleación de aluminio 5.2 litros. Este motor es un derivado del V10 5.0 litros original de Lamborghini del Lamborghini Gallardo, que también fue desarrollado bajo la titularidad del Grupo Volkswagen. En esta variante exclusiva para Audi, en comparación con el motor de Lamborghini, se presenta una carrera más larga y un diámetro más ancho, lo que incrementa el desplazamiento del motor y produce más par a revoluciones más bajas, haciéndolo más apropiado para la aplicación de Audi más lujosa y de tamaño completo. Produce 331 kW (444 caballos) y 540 N⋅m (398 lb⋅ft) de torque. Al tener su diámetro reducido 2 mm más, el desplazamiento del S8 incrementa de 5.0 a 5.2 litros. El motor también presenta el sistema de inyección directa de Audi, llamado inyección estratificada de combustible (FSI).
La única oferta es una transmisión automática ZF 6HP26-A61 tiptronic de seis velocidades con Dynamic Shift Programme (DSP) y modo "sport", con levas de cambio en el volante. La potencia se transmite por medio de un sistema de tracción integral de cuarta generación quattro de Audi, inicialmente usando un diferencial central dinámico 50:50 T-2 Torsen, y de los modelos 2007 a 2008 un diferencial central dinámico asimétrico T-3 Torsen con una distribución "predeterminada" de par de 40% al eje delantero y 60% al trasero. En la autopista las condiciones cambian, pues el diferencial puramente mecánico responde sin retraso; y puede dirigir hasta 85 por ciento de la potencia a las ruedas traseras, y hasta 65 por ciento a las delanteras.
La velocidad máxima del S8 está limitada electrónicamente a 250 km/h. Según las pruebas de fábrica de Audi la aceleración de 0 a 100 km/h se completa en 5.1 segundos consumiendo gasolina sin plomo de 98 RON. El S8 tiene un desempeño similar al propio tope de gama de Audi, el A8 L W12, aunque el W12 es un poco más caro, tiene más par y está construido sobre una batalla más larga. Comparado con el A8 L W12, el S8 tiene características mecánicas más deportivas tales como una suspensión más firme, neumáticos más grandes y frenos cerámicos. La batalla más corta y el motor de 10 cilindros le ayudan a ahorrar peso para una mejor conducción.
El S8, como su pariente A8, utiliza un esquema de suspensión multi-enlace delantero y trasero, neumático. Sin embargo, para el S8 las tasas efectivas de resortes y amortiguadores son notablemente más firmes junto con las monturas de suspensión reestructuradas. 
El sistema de frenos consiste en frenos de disco ventilados radialmente en todas las ruedas. Los discos están ajustados con pinzas de pistón doble pintados de negro en la parte delantera y por pinzas de pistones sencillos deslizantes en la parte trasera, acoplados a un freno de estacionamiento elecromecánico. Un control electrónico de estabilidad Bosch ESP 5.7 (después actualizado a un ESP 8.0) con ABS, asistente de frenado y EBD completan el sistema de frenos. Están disponibles frenos delanteros y traseros compuestos de carburo de silicio reforzado con fibra de carbono (C/SiC) "Audi ceramic" de manera opcional. Estos usan discos SGL Carbon flotantes y radialmente ventilados, con pinzas Brembo de aleación monobloque fijos de doce pistones pintados de gris antracita. Las llantas de aleación de serie son de 20 pulgadas con "diseño S".

### Motorizaciones
Los motores gasolina son dos V6 de 3.0 litros con 220 CV y un 3.2 litros con 260 CV, dos V8, uno de 3.7 Litros con 280 CV y otro de 4.2 litros y 335 CV o 355 CV si dispone de inyección directa de combustible, y un W12 de 6.0 litros y 450 CV.
Los diésel son un V6 de 3.0 litros y 233 CV, un V8 4.0 litros con 275 CV y un V8 de 4.2 litros y 326 CV, ambos con inyección directa common-rail, intercooler y turbocompresor de geometría variable.
| Periodo                        | 2007-2010                   | 2003-2005              | 2005-2010                               | 2002-2006                            | 2002-2006                            | 2006-2010                            | 2006-2010                            | 2003-2010                            |
| Identificación del motor       | BDX                         | ASN                    | BPK                                     | BFL                                  | BFM                                  | BVJ                                  | BSM                                  | BHT, BSB, BTE                        |
| Tipo de motor                  | V6 24v, inyección directa   | V6 30v                 | V6 24v, inyección directa               | V8 40v                               | V8 40v                               | V8 32v, inyección directa            | V10 40v, inyección directa           | W12 48v                              |
| Diámetro x carrera             | 84.5 mm × 82.4 mm           | 82.5 mm × 92.8 mm      | 84.5 mm × 92.8 mm                       | 84.5 mm × 82.4 mm                    | 84.5 mm × 93.0 mm                    | 84.5 mm × 92.8 mm                    | 84.5 mm × 92.8 mm                    | 84.0 mm × 90.2 mm                    |
| Cilindrada                     | 2773 cm³                    | 2976 cm³               | 3123 cm³                                | 3697 cm³                             | 4172 cm³                             | 4163 cm³                             | 5204 cm³                             | 5998 cm³                             |
| Relación de compresión         | 12.5: 1                     | 10.5: 1                | 12.5: 1                                 | 11.0: 1                              | 11.0: 1                              | 12.5: 1                              | 12.5: 1                              | 10.75: 1                             |
| Potencia máxima: CV (kW) @ rpm | 210 CV (154 kW) @ 5500-6800 | 220 CV (162 kW) @ 6300 | 260 CV (191 kW) @ 6500                  | 280 CV (206 kW) @ 6000               | 335 CV (246 kW) @ 6200               | 350 CV (257 kW) @ 6800               | 450 CV (331 kW) @ 7000               | 450 CV (331 kW) @ 6200               |
| Par máximo: Nm @ rpm           | 280 Nm @ 3000-5000          | 300 Nm @ 3200          | 330 Nm @ 3250                           | 350 Nm @ 3250                        | 430 Nm @ 3500                        | 440 Nm @ 3500                        | 540 Nm @ 3500                        | 580 Nm @ 4000-4700                   |
| Tracción                       | Delantera                   | Delantera              | Delantera / Total (Quattro)             | Total (Quattro)                      | Total (Quattro)                      | Total (Quattro)                      | Total (Quattro)                      | Total (Quattro)                      |
| Transmisión                    | Multitronic                 | Multitronic            | Multitronic / Automática, 6 velocidades | Automática, 6 velocidades            | Automática, 6 velocidades            | Automática, 6 velocidades            | Automática, 6 velocidades            | Automática, 6 velocidades            |
| Peso                           | 1690 kg                     | 1670 kg                | 1690 kg                                 | 1770 kg                              | 1780 kg                              | 1815 kg                              | 1940 kg                              | 1960 kg                              |
| Aceleración 0–100 km/h         | 8.0 s                       | 7.9 s                  | 7.7 s                                   | 7.3 s                                | 6.3 s                                | 6.1 s                                | 5.1 s                                | 5.1 s                                |
| Velocidad máxima               | 238 km/h                    | 242 km/h               | 250 km/h (Limitada electrónicamente)    | 250 km/h (Limitada electrónicamente) | 250 km/h (Limitada electrónicamente) | 250 km/h (Limitada electrónicamente) | 250 km/h (Limitada electrónicamente) | 250 km/h (Limitada electrónicamente) |
| Consumo combinado (L/100 km)   | 8.3                         | 9.6                    | 9.8                                     | 11.8                                 | 11.9                                 | 10.9                                 | 13.2                                 | 14.7                                 |

| Periodo                        | 2003-2010                                                  | 2003-2005                                                    | 2005-2010                                                    |
| Identificación del motor       | ASB                                                        | ASE                                                          | BMC, BVN                                                     |
| Tipo de motor                  | V6 24v, inyección directa, Common-Rail, turbo, intercooler | V8 32v, inyección directa, Common-Rail, biturbo, intercooler | V8 32v, inyección directa, Common-Rail, biturbo, intercooler |
| Diámetro x carrera             | 83.0 mm × 91.4 mm                                          | 81.0 × 95.5 mm                                               | 83.0 mm × 95.5 mm                                            |
| Cilindrada                     | 2967 cm³                                                   | 3936 cm³                                                     | 4134 cm³                                                     |
| Relación de compresión         | 17.0: 1                                                    | 17.5: 1                                                      | 16.5: 1                                                      |
| Potencia máxima: CV (kW) @ rpm | 233 CV (171 kW) @ 4000                                     | 275 CV (202 kW) @ 3750                                       | 326 CV (240 kW) @ 3750                                       |
| Par máximo: Nm @ rpm           | 450 Nm @ 1400-3250                                         | 650 Nm @ 1800-2500                                           | 650 Nm @ 1600-3500                                           |
| Tracción                       | Total (Quattro)                                            | Total (Quattro)                                              | Total (Quattro)                                              |
| Transmisión                    | Automática 6 velocidades                                   | Automática 6 velocidades                                     | Automática 6 velocidades                                     |
| Peso                           | 1830 kg                                                    | 1940 kg                                                      | 1945 kg                                                      |
| Aceleración 0–100 km/h         | 7.8 s                                                      | 6.7 s                                                        | 5.9 s                                                        |
| Velocidad máxima               | 243 km/h                                                   | 250 km/h (Limitada electrónicamente)                         | 250 km/h (Limitada electrónicamente)                         |
| Consumo combinado (L/100 km)   | 8.4                                                        | 9.6                                                          | 9.5                                                          |

| |
| Variante blindada, reconocible por los perfiles de los bastidores reforzados de las ventanas de las puertas |

|                                                           |
| A8 W12 como automóvil de servicio de la canciller alemana |

|            |
| Audi S8 D3 |

|                                      |
| Interior del automóvil, con Audi MMI |

|                                               |
| Modelo estadounidense de un A8 D3 (2006-2007) |

## Tercera generación (Typ D4/4H, 2010-2017)
El Audi A8 D4 (denominación interna 4H) es un automóvil del segmento F de Audi que se fabricó de 2010 a 2017 y representó el modelo siguiente del Audi A8 D3.

### Historia del modelo

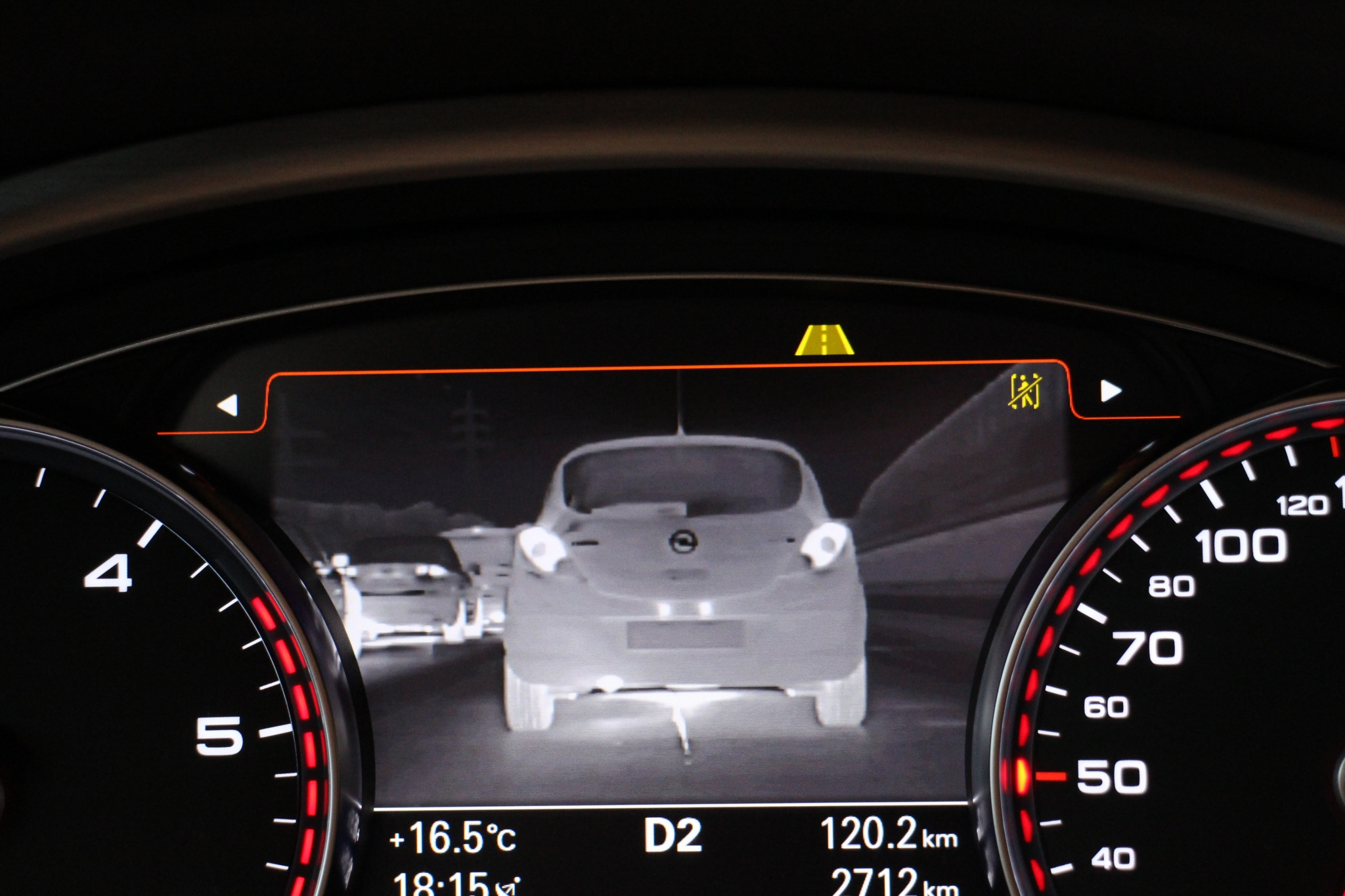
Asistente de visión nocturna del A8

La tercera generación del A8 se presentó en el Design Miami del 30 de noviembre de 2009 al 1 de diciembre de 2009 en Miami. Audi mostró formalmente por primera vez y de manera abierta la tercera generación del sedán del segmento F en el Salón del Automóvil Internacional de Norteamérica 2010. Tres meses después de la presentación llegó el nuevo modelo al mercado alemán.

### Tiempos de construcción
- 2010 hasta 2013: Audi A8 Typ D4/4H
- 2013 hasta 2017: Audi A8 Typ D4/4H (Versión rediseñada)

### Carrocería
La carrocería de aluminio del D4 es ocho centímetros más larga que la de su antecesor. La versión con batalla más corta mide cerca de 5,14 m, mientras que con batalla larga cerca de 5,27 m. A pesar de que es más pesado que su antecesor, comparado con los modelos concurrentes de su competencia y con un peso de 1905 hasta 2120 kg, el A8 es uno de los modelos más ligeros de su clase, solo el Jaguar XJ (X351) es más ligero. El coeficiente de arrastre (cw) del sedán con motor FSI 4.2 l es de 0,26, con una superficie frontal de 2,41 m². De manera formal el Audi A8 permaneció prácticamente sin cambios,  solo fue nueva la acentuada línea tornado lateral. El A8 D4 ya no comparte la plataforma D técnica con el VW Phaeton y los modelos Bentley, sino que Audi utilizó la plataforma de bloque de construcción modular longitudinal de desarrollo propio. El bloque de construcción longitudinal permite una construcción compacta, el eje delantero del Audi se alargó 15 centímetros más hacia adelante. Con ello resulta además una mejorada distribución de peso.
El Audi A8 D4 se ofreció exclusivamente como sedán con maletero. En el programa de suministro no se encontró una versión Familiar.

### Equipamiento tecnológico
Con el Audi A8 D4 Audi ofreció un paquete de medidas tecnológicas diversas. Estas tienen el propósito de aumentar el confort del conductor en el vehículo, garantizar una seguridad adecuada y reducir el consumo de combustible. Entre las medidas se encuentran:
- La interconexión de todos los sistemas de control electrónicos a través de FlexRay: Por ejemplo considerar el sistema de regulación de distancia entre vehículos y la información de los faros adaptables del sistema de navegación y la cámara debajo del espejo retrovisor. Con ello puede activarse la luz de autopista desde el acceso a ella y las luces de curva antes de alcanzar una curva. La luz también se adapta a su país correspondiente: a su arribo a países con tránsito por la izquierda se activan automáticamente las unidades de iluminación apropiadas, incluso cuando el sistema de navegación está apagado.[22]
- El A8 se ofrece con Audi MMI, incluyendo una conexión de banda ancha a internet móvil, con tecnología UMTS[23] de igual manera que la navegación 3D con soporte de Google Earth.[24]
- Asistente de luces delanteras adaptable: por las noches una cámara reconoce los vehículos delanteros o los que se aproximan en dirección contraria y regula las luces de los faros y el alcance lumínico.
- Sistema de advertencia de mantenimiento de carril (Audi lane assist)
- Monitor de punto ciego (Audi side assist)
- Asistente de visión nocturna con reconocimiento de peatones
- Asistente de límite de velocidad con reconocimiento de señales de tráfico
- Control de crucero adaptable (adaptive cruise control) con función Stop-&-Go (0-250 km/h) incluyendo un sistema de frenado automático (Audi pre sense): la utilización de más sensores de radar, una videocámara y los sensores de estacionamiento. En el tráfico pesado o en la congestión vehicular regula el frenado y el arranque. En conexión con los sensores de radar del asistente de cambio de carril, en algunas situaciones cuando una colisión es inevitable, se inicia una desaceleración estabilizada autónoma buscando reducir lo más posible la fuerza del impacto.
- Asistente de estacionamiento
- La transmisión automática Tiptronic de ocho marchas con la llamada tecnología Shift-by-wire
- Una dirección dinámica para una maniobrabilidad más precisa
- La "Adaptive Air Suspension",[25] una suspensión neumática como equipamiento de serie.
- Una carrocería de aluminio llamada Audi Space Frame para la reducción del peso y consumo de combustible
- A través del opcional quattro con diferencial deportivo en el eje trasero la potencia de las ruedas traseras en una curva se puede orientar por articulación o por aceleración hacia la parte exterior de la curva, con lo que con la fuerza motriz el auto se introducirá con mayor firmeza en la curva y los ángulos de las ruedas delanteras las seguirán.
- El Audi drive select disponible de serie, un sistema que permite influir en una algunos sistemas electrónicos de estabilidad electrónicamente.
- Faros LED ahorradores de energía opcionales que contienen las luces de cruce, luces de carretera, luces de marcha diurna, intermitentes y luces de curva. A partir de los 110 km/h se alcanza la función autopista del alcance.

### Rediseño
En septiembre de 2013 en el marco de la cumbre IAA del mismo año se presentó el A8 rediseñado.
Con él se cambió ligeramente la capota, la parrilla singleframe y el guardabarros delantero. Por tanto el borde inferior del conjunto de faros corre horizontalmente. En la parte trasera llegan luces LED planas. El nuevo parachoques trazado incluye en todas las motorizaciones hasta la del S8  dos escapes con forma de rombo. Nuevas franjas cromadas y marcos de ventana negros brillantes terminan los rasgos de diseño diferenciadores.
El A8 equipa únicamente de manera opcional tecnología LED de nueva generación Matrix LED en los faros delanteros. 
También las direccionales se retrabajaron. En los faros mejorados, el de Ingolstadt cuenta con 18 diodos emisores de luz en unas tiras en yuxtaposición, divididos en siete bloques. En las luces traseras se habilitan 18 diodos emisores de luz en ocho segmentos que ilustran las luces direccionales dinámicas.
|                      |
| Audi A8 (desde 2013) |

|                 |
| Vista posterior |

|                  |
| Espacio interior |

|                                        |
| Nueva tecnología de faros „Matrixbeam“ |

### Transmisión
La transmisión de potencia se efectúa mediante la transmisión automática Tiptronic de ocho marchas. La selección de marchas se realiza por botones en la palanca de cambios con las cuales esa vuelve a su posición de marcha de manera independiente.
Con la llamada tecnología Shift-by-wire se logra la transferencia electrónica de la marcación. Con ello se transmite el orden de conmutación en la consola central de control del auto, que luego ejecuta la elección de marcha por medio de un embrague multidisco hidráulico. Con ello resultan tiempos de cambio entre marchas más cortos que junto con un número de revoluciones más bajo buscan garantizar reducir el consumo y aumentar el comfort de marcha. Cuando se detiene el vehículo se introduce de manera automática el freno de estacionamiento.

### Motorizaciones
| Periodo                        | 2012-presente                    | 2010-2013                            | 2013-presente                        | 2009-2012                            | 2012-2013                            | 2013-presente                        | 2012-presente                        | 2015-presente                        | 2011-presente                        |
| Tipo de motor                  | L4 16v, inyección directa, turbo | V6 24v, inyección directa, compresor | V6 24v, inyección directa, compresor | V8 32v, inyección directa            | V8 32v, inyección directa, biturbo   | V8 32v, inyección directa, biturbo   | V8 32v, inyección directa, biturbo   | V8 32v, inyección directa, biturbo   | W12 48v, inyección directa           |
| Diámetro x carrera             | 82.5 mm × 92.8 mm                | 84.5 mm × 89.0 mm                    | 84.5 mm × 89.0 mm                    | 84.5 mm × 92.8 mm                    | 84.5 mm × 89.0 mm                    | 84.5 mm × 89.0 mm                    | 84.5 mm × 89.0 mm                    | 84.5 mm × 89.0 mm                    | 86.0 mm × 90.4 mm                    |
| Cilindrada                     | 1984 cm³                         | 2995 cm³                             | 2995 cm³                             | 4163 cm³                             | 3993 cm³                             | 3993 cm³                             | 3993 cm³                             | 3993 cm³                             | 6299 cm³                             |
| Relación de compresión         | 9.6: 1                           | 10.3: 1                              | 10.8: 1                              | 12.5: 1                              | 10.1: 1                              | 10.1: 1                              | 9.3: 1                               | 9.3: 1                               | 11.8: 1                              |
| Potencia máxima: CV (kW) @ rpm | 245 CV (180 kW)                  | 290 CV (213 kW) @ 4850-6500          | 310 CV (228 kW) @ 5200-6500          | 372 CV (273 kW) @ 6800               | 420 CV (309 kW) @ 5000               | 435 CV (320 kW) @ 5100-6000          | 520 CV (382 kW) @ 6000               | 605 CV (445 kW) @ 6100-6800          | 500 CV (368 kW) @ 6200               |
| Par máximo: Nm @ rpm           | 480 Nm                           | 420 Nm @ 2500-4850                   | 440 Nm @ 2900-4750                   | 445 Nm @ 3500                        | 600 Nm @ 1500-4500                   | 600 Nm @ 1500-5000                   | 650 Nm @ 1700-5500                   | 750 Nm @ 2500-5500                   | 625 Nm @ 4750                        |
| Tracción                       | Delantera                        | Total (Quattro)                      | Total (Quattro)                      | Total (Quattro)                      | Total (Quattro)                      | Total (Quattro)                      | Total (Quattro)                      | Total (Quattro)                      | Total (Quattro)                      |
| Transmisión                    | Automática, 8 velocidades        | Automática, 8 velocidades            | Automática, 8 velocidades            | Automática, 8 velocidades            | Automática, 8 velocidades            | Automática, 8 velocidades            | Automática, 8 velocidades            | Automática, 8 velocidades            | Automática, 8 velocidades            |
| Peso                           | 1945-1995 kg                     | 1905-1955 kg                         | 1905-1955 kg                         | 1910-1960 kg                         | 1970-2020 kg                         | 1995–2050 kg                         | 2050-2065 kg                         | 2065 kg                              | 2130-2150 kg                         |
| Aceleración 0–100 km/h         | 7.7-7.9 s                        | 6.1-6.2 s                            | 5.9-5.9 s                            | 5.7-5.8 s                            | 4.6-4.7 s                            | 4.5-4.6 s                            | 4.1-4.2 s                            | 3.8 s                                | 4.6-4.7 s                            |
| Velocidad máxima               | 228-235 km/h                     | 250 km/h (Limitada electrónicamente) | 250 km/h (Limitada electrónicamente) | 250 km/h (Limitada electrónicamente) | 250 km/h (Limitada electrónicamente) | 250 km/h (Limitada electrónicamente) | 250 km/h (Limitada electrónicamente) | 250 km/h (Limitada electrónicamente) | 250 km/h (Limitada electrónicamente) |
| Consumo combinado (L/100 km)   | 6.2-6.4                          | 8.8-9.3                              | 7.8-7.9                              | 9.5-9.7                              | 9.4-9.5                              | 9.1-9.2                              | 9.6-10.1                             | 10.0                                 | 11.3-12.4                            |

| Periodo                        | 2011-2013                                                       | 2010-2013                                                       | 2013-2015                                                       | 2015-presente                                                   | 2015-presente                                                   | 2009-2013                                                       | 2013-presente                                                   |                           |
| Tipo de motor                  | V6 24v, inyección directa, Common-Rail, turbo, intercooler, DPF | V6 24v, inyección directa, Common-Rail, turbo, intercooler, DPF | V6 24v, inyección directa, Common-Rail, turbo, intercooler, DPF | V6 24v, inyección directa, Common-Rail, turbo, intercooler, DPF | V6 24v, inyección directa, Common-Rail, turbo, intercooler, DPF | V8 32v, inyección directa, Common-Rail, turbo, intercooler, DPF | V8 32v, inyección directa, Common-Rail, turbo, intercooler, DPF |                           |
| Diámetro x carrera             | 83.0 mm × 91.4 mm                                               | 83.0 mm × 91.4 mm                                               | 83.0 mm × 91.4 mm                                               | 83.0 mm × 91.4 mm                                               | 83.0 mm × 91.4 mm                                               | 83.0 mm × 95.5 mm                                               | 83.0 mm × 95.5 mm                                               |                           |
| Cilindrada                     | 2967 cm³                                                        | 2967 cm³                                                        | 2967 cm³                                                        | 2967 cm³                                                        | 2967 cm³                                                        | 4134 cm³                                                        | 4134 cm³                                                        |                           |
| Relación de compresión         | 16.8: 1                                                         | 16.8: 1                                                         | 16.8: 1                                                         | 16.8: 1                                                         | 16.8: 1                                                         | 16.5: 1                                                         | 16.5: 1                                                         |                           |
| Potencia máxima: CV (kW) @ rpm | 204 CV (150 kW) @ 3750-4500                                     | 250 CV (184 kW) @ 4000-4500                                     | 258 CV (190 kW) @ 4000-4250                                     | 262 CV (193 kW) @ 4000-4250                                     | 262 CV (193 kW) @ 4000-4250                                     | 350 CV (258 kW) @ 4000                                          | 385 CV (283 kW) @ 3750                                          |                           |
| Par máximo: Nm @ rpm           | 400 Nm @ 1250-3500                                              | 550 Nm @ 1500-3000                                              | 580 Nm @ 1750-2500                                              | 580 Nm @ 1750-2500                                              | 580 Nm @ 1750-2500                                              | 800 Nm @ 1750-2750                                              | 850 Nm @ 2000-2750                                              |                           |
| Tracción                       | Delantera                                                       | Total (Quattro)                                                 | Total (Quattro)                                                 | Total (Quattro)                                                 | Total (Quattro)                                                 | Total (Quattro)                                                 | Total (Quattro)                                                 |                           |
| Transmisión                    | Automática, 8 velocidades                                       | Automática, 8 velocidades                                       | Automática, 8 velocidades                                       | Automática, 8 velocidades                                       | Automática, 8 velocidades                                       | Automática, 8 velocidades                                       | Automática, 8 velocidades                                       | Automática, 8 velocidades |
| Peso                           | 1870 kg                                                         | 1915–1965 kg                                                    | 1955-2010 kg                                                    | 1955-2010 kg                                                    | 1955 kg                                                         | 2070-2120 kg                                                    | 2115-2170 kg                                                    |                           |
| Aceleración 0–100 km/h         | 7.9 s                                                           | 6.1-6.2 s                                                       | 5.9-6.1 s                                                       | 5.9-6.1 s                                                       | 5.9 s                                                           | 5.5-5.6 s                                                       | 4.7-4.9 s                                                       |                           |
| Velocidad máxima               | 235-239 km/h                                                    | 250 km/h (Limitada electrónicamente)                            | 250 km/h (Limitada electrónicamente)                            | 250 km/h (Limitada electrónicamente)                            | 250 km/h (Limitada electrónicamente)                            | 250 km/h (Limitada electrónicamente)                            | 250 km/h (Limitada electrónicamente)                            |                           |
| Consumo combinado (L/100 km)   | 5.9-6.0                                                         | 6.4-6.6                                                         | 5.9-6.0                                                         | 5.8-6.0                                                         | 5.7                                                             | 7.4-7.8                                                         | 7.2-7.5                                                         |                           |

### Modelos especiales

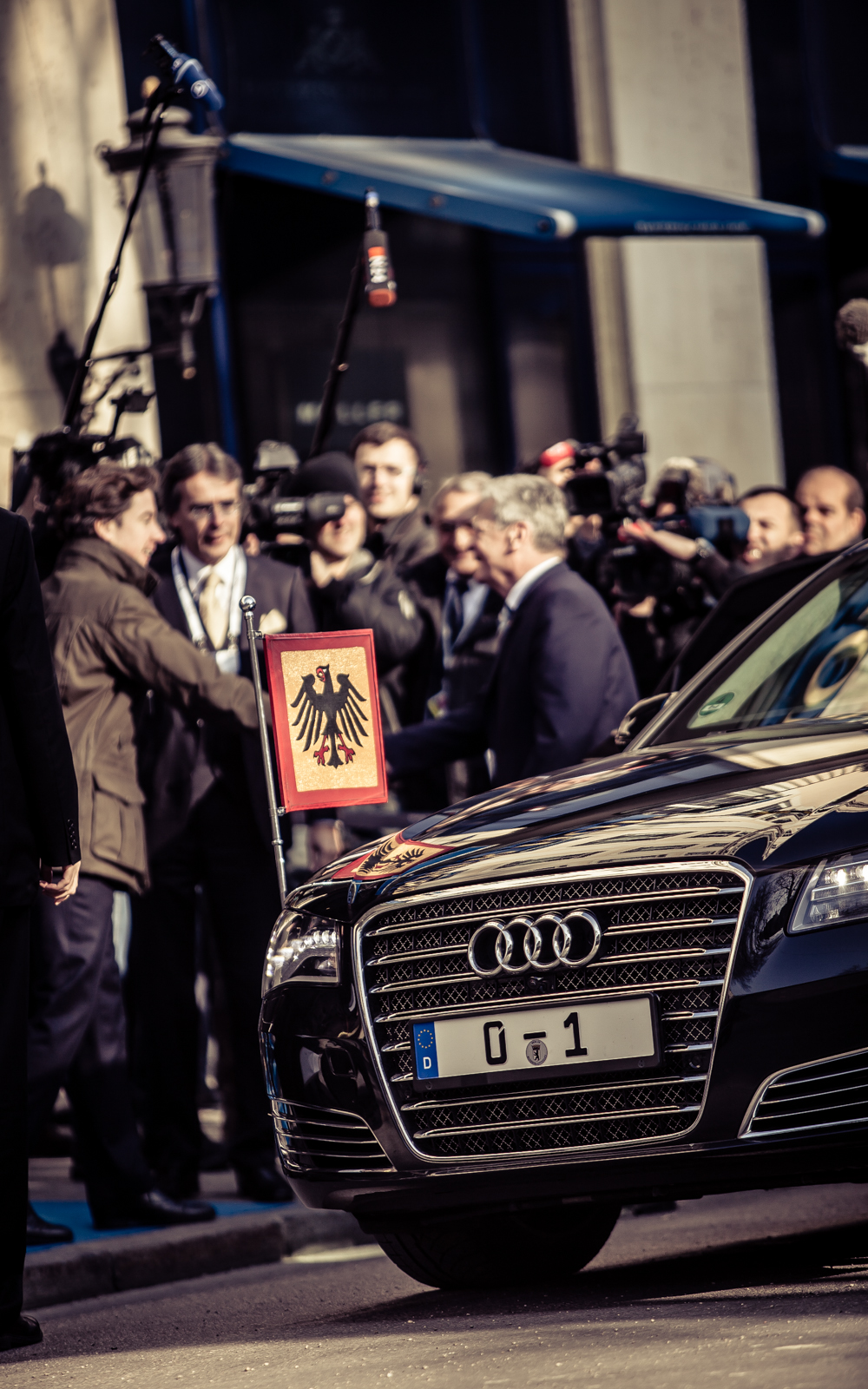
Vehículo blindado especial del presidente de Alemania

Basándose en el Audi A8 D4 y a petición de grado de protección, se ofreció el automóvil blindado A8 L Security.
En el año 2016 Audi construyó a petición especial del cliente una edición única llamada A8 L extended para la Casa Real noruega. Este vehículo de seis puertas tenía seis plazas, un peso en vacío de 2418 kg, una batalla de 4,22 m y una longitud de 6,36 m. Es así 1.09 m más largo que la versión de serie del A8 L. El motor 3.0 TFSI con un máximo de 310 PS acelera al vehículo dentro de los 7,1 segundos de 0 a 100 km/h.

### El A8 en la opinión pública y en los medios
En cada una de las películas Matrix Reloaded, Transporter 2, Transporter 3 y Transporter Refueled se utiliza un Audi A8 o un S8.
Gerhard Schröder utilizó por primera vez el Audi A8 como automóvil presidencial, también Angela Merkel usaba un A8.

### Sucesor del A8 (Typ D5/4N)
La cuarta generación del Audi A8 D5 se presentó en el Internationale Automobil-Ausstellung (IAA) en septiembre de 2017 y llegó desde otoño de 2017 a los concesionarios.

## Cuarta generación (Typ D5/4N, 2017-presente)

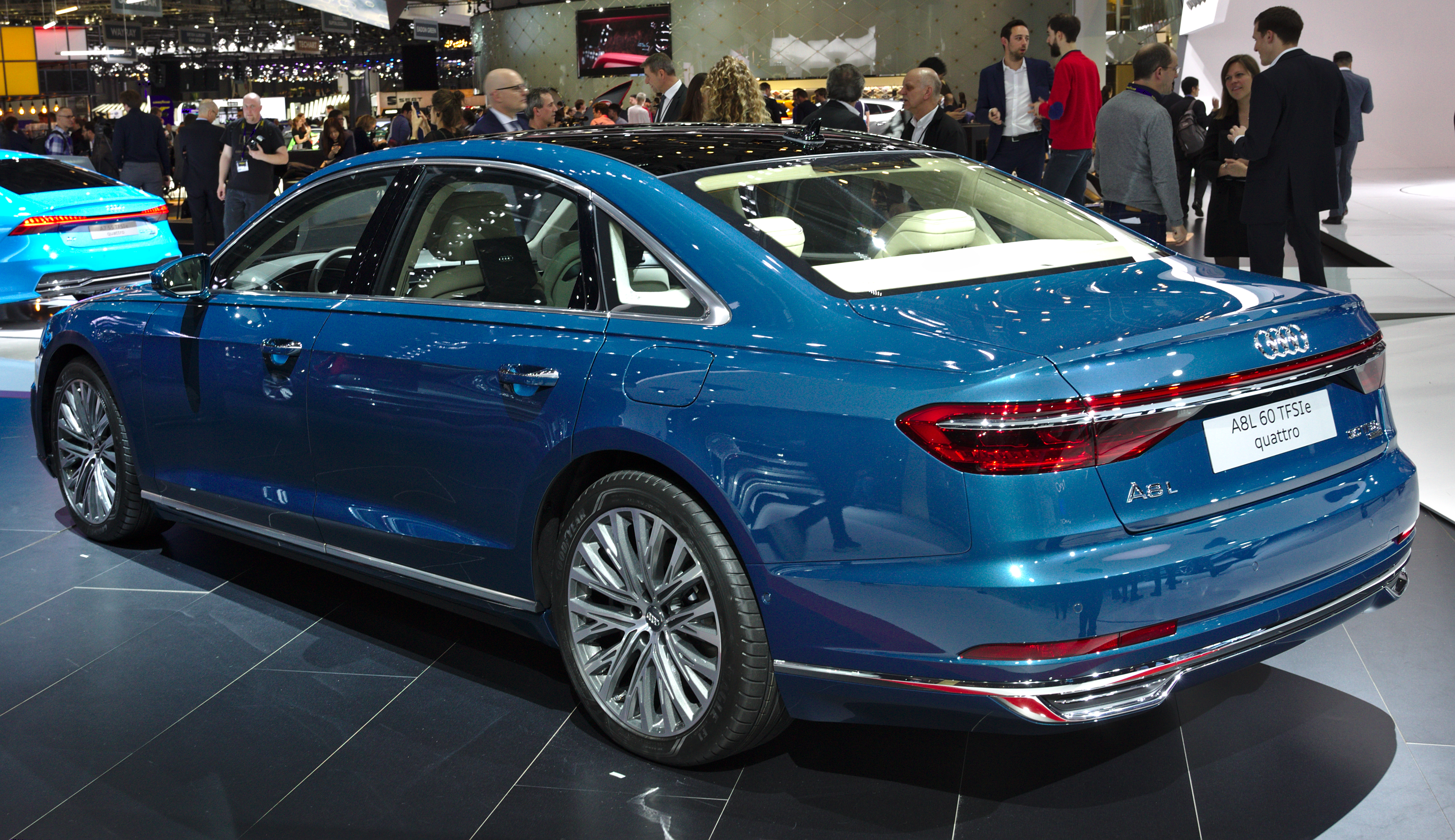
Audi A8L 60 TFSIe

El Audi A8 (denominación interna 4N o código de serie en el VIN F8) es un sedán del segmento F de Audi AG que se fabrica en la fábrica de Audi en Neckarsulm desde 2017.
También se ofrece una variante con batalla más larga, el A8L.
El A8 se presentó el 11 de julio de 2017 en un evento propio del fabricante, la primera "Audi Summit" en el recinto de la feria en Barcelona. El vehículo se presentó en público primero en el IAA 2017. Los primeros vehículos fueron embarcados en noviembre de 2017.
Los asientos traseros, además de ser lujosos, ofrecen función de masaje, calentadores de pies y tabletas de entretenimiento individuales. Los asientos delanteros también tienen calefacción, función de masaje y son ajustables con 12 posiciones, además de tener acceso a las pantallas dobles para controlar el infoentretenimiento, entre otras cosas.

### Tecnología

#### Trenes motrices
Desde el inicio el A8 se ofrece con dos motores seis cilindros en configuración V, un motor a gasolina y uno a diésel. El 3.0 litros a gasolina (55 TFSI) alcanza un máximo de 340 PS, el 3.0 litros diésel (50 TDI) un máximo de 286 PS. Posteriormente siguieron dos motores ocho cilindros con una potencia máxima de 338 kW como motor a gasolina (4.0 TFSI) y una potencia máxima de 320 kW como motor a diésel (4.0 TDI). La potencia más alta está en un motor a gasolina W12 con una cilindrada de 6.0 litros y una potencia máxima de 430 kW.
Todas las unidades de potencia tienen un sistema de cableado de 48 volts que junto con el generador de arranque de correas forma la tecnología MHEV (vehículo híbrido-eléctrico suave, por sus siglas en inglés). También es posible que trabajen con el motor apagado y tren de potencia desacoplado las llamadas "velas" o el "vuelo sin motor". Con el generador de arranque también deberían haber menos desconexiones abruptas del motor.

#### Chasis
El A8 tiene un chasis con suspensión neumática y actuadores eléctricos en cada llanta que se adaptan a las imperfecciones del camino. El auto detecta colisiones laterales y puede elevarse hasta ocho centímetros para reducir los riesgos de lesiones.

#### Carrocería
En lugar de ser de aluminio se aumenta el uso de acero de muy alta resistencia.

#### Sistemas de asistencia
Como opcional se puede preparar al A8 para que en los viajes en autopista con tráfico pesado hasta los 60 km/h no se tenga que colocar las manos en el volante (término técnico: conducción autónoma de nivel 3).

### Mercadotecnia
Como parte de un trato entre Marvel Studios y Audi, la cuarta generación del A8 se presentó por primera vez en el comercial "Driver's Test" presentado el 19 de junio de 2017, en conexión con la película Spider-Man: Homecoming. En el comercial Peter Parker (Tom Holland) toma el auto, un prototipo perteneciente a Tony Stark, para una prueba de conducción junto con su instructor de manejo protagonizado por J. B. Smoove. El vehículo también tuvo una aparición pequeña como publicidad indirecta en la propia película.

### S8 D5
Casi dos años después del estreno del A8 D5, Audi presentó el S8 D5 como modelo 2020. Incluye un motor V8 biturbo de 4.0 litros con 563 HP y 590 lb-pie de par acoplado a una transmisión de doble embrague y tracción integral quattro. El auto también adopta la ofensiva de Audi en el terreno de la hibridación, adoptando tecnología Mild-hybrid con un sistema de 48 Voltios que puede funcionar como motor de arranque, le permite apagar el motor cuando se va por una pendiente o al llegar a un alto total. Audi además añadió desactivación de cilindros. En cuanto a conducción se le acopló un diferencial trasero deportivo, eje trasero direccionable, escape activo, suspensión de aire con capacidad predictiva; y de forma opcional los frenos carboncerámicos con discos de 420 mm al frente y pinzas de 10 pistones, y discos de 370 mm en la parte trasera. Estéticamente el frente tiene detalles cromados nuevos en la fascia, estos insertos cromados continúan en los costados y parte trasera. Además hay rines de hasta 21 pulgadas, salida de escape cuádruple y carcasas de espejos cromados.

### Motorizaciones
| Periodo                        | 2017-presente                                 | 2018-presente                                                  | 2018-presente                                   | 2018-presente                                    |                           |                           |                           |                           |                           |                           |                           |                           |                           |                           |                           |
| Identificación del motor       | CZSE                                          | CZSE                                                           | -                                               | -                                                |                           |                           |                           |                           |                           |                           |                           |                           |                           |                           |                           |
| Tipo de motor                  | V6 24v, inyección directa, turbo, intercooler | V6 24v, inyección directa, turbo, intercooler, motor eléctrico | V8 32v, inyección directa, biturbo, intercooler | V12 48v, inyección directa, biturbo, intercooler |                           |                           |                           |                           |                           |                           |                           |                           |                           |                           |                           |
| Diámetro x carrera             | 84.5 mm × 89.0 mm                             | 84.5 mm × 89.0 mm                                              | -                                               | -                                                |                           |                           |                           |                           |                           |                           |                           |                           |                           |                           |                           |
| Cilindrada                     | 2995 cm³                                      | 2995 cm³                                                       | 3993 cm³                                        | 5950 cm³                                         |                           |                           |                           |                           |                           |                           |                           |                           |                           |                           |                           |
| Relación de compresión         | 11.2: 1                                       | 11.2: 1                                                        | -                                               | -                                                |                           |                           |                           |                           |                           |                           |                           |                           |                           |                           |                           |
| Potencia máxima: CV (kW) @ rpm | 340 CV (250 kW) @ 5000-6400                   | 449 CV (330 kW)                                                | 460 CV (338 kW) @ 5100-6000                     | 585 CV (430 kW)                                  |                           |                           |                           |                           |                           |                           |                           |                           |                           |                           |                           |
| Par máximo: Nm @ rpm           | 500 Nm @ 1370-4500                            | 700 Nm                                                         | 600 Nm @ 1500-5000                              | 800 Nm @ 1300-5000                               |                           |                           |                           |                           |                           |                           |                           |                           |                           |                           |                           |
| Tracción                       | Total (Quattro)                               | Total (Quattro)                                                | Total (Quattro)                                 | Total (Quattro)                                  | Total (Quattro)           | Total (Quattro)           | Total (Quattro)           | Total (Quattro)           | Total (Quattro)           | Total (Quattro)           | Total (Quattro)           | Total (Quattro)           | Total (Quattro)           | Total (Quattro)           | Total (Quattro)           |
| Transmisión                    | Automática, 8 velocidades                     | Automática, 8 velocidades                                      | Automática, 8 velocidades                       | Automática, 8 velocidades                        | Automática, 8 velocidades | Automática, 8 velocidades | Automática, 8 velocidades | Automática, 8 velocidades | Automática, 8 velocidades | Automática, 8 velocidades | Automática, 8 velocidades | Automática, 8 velocidades | Automática, 8 velocidades | Automática, 8 velocidades | Automática, 8 velocidades |
| Peso                           | 1995-2020 kg                                  | -                                                              | 2050 kg                                         | -                                                |                           |                           |                           |                           |                           |                           |                           |                           |                           |                           |                           |
| Aceleración 0–100 km/h         | 5.6-5.7 s                                     | 4.9 s                                                          | 4.6 s                                           | 4.4 s                                            |                           |                           |                           |                           |                           |                           |                           |                           |                           |                           |                           |
| Velocidad máxima               | 250 km/h (Limitada electrónicamente)          | 250 km/h (Limitada electrónicamente)                           | 250 km/h (Limitada electrónicamente)            | 250 km/h (Limitada electrónicamente)             |                           |                           |                           |                           |                           |                           |                           |                           |                           |                           |                           |
| Consumo combinado (L/100 km)   | 7.5-7.8                                       | -                                                              | 9.4                                             | -                                                |                           |                           |                           |                           |                           |                           |                           |                           |                           |                           |                           |
| Normativa anticontaminación    | Euro 6                                        | Euro 6                                                         | Euro 6                                          | Euro 6                                           |                           |                           |                           |                           |                           |                           |                           |                           |                           |                           |                           |

| Periodo                        | 2017-presente                                              | 2019-presente                                                |                           |                           |                           |                           |                           |
| Identificación del motor       | DDVC                                                       | -                                                            |                           |                           |                           |                           |                           |
| Tipo de motor                  | V6 24v, inyección directa, common-rail, turbo, intercooler | V8 32v, inyección directa, common-rail, biturbo, intercooler |                           |                           |                           |                           |                           |
| Diámetro x carrera             | 83.0 mm × 91.4 mm                                          | 83.0 mm × 91.4 mm                                            |                           |                           |                           |                           |                           |
| Cilindrada                     | 2997 cm³                                                   | 3956 cm³                                                     |                           |                           |                           |                           |                           |
| Relación de compresión         | 16.0: 1                                                    | 16.0: 1                                                      |                           |                           |                           |                           |                           |
| Potencia máxima: CV (kW) @ rpm | 286 CV (210 kW) @ 3750-4000                                | 435 CV (320 kW) @ 3750-5000                                  |                           |                           |                           |                           |                           |
| Par máximo: Nm @ rpm           | 600 Nm @ 1250-3250                                         | 900 Nm                                                       |                           |                           |                           |                           |                           |
| Tracción                       | Total (Quattro)                                            | Total (Quattro)                                              | Total (Quattro)           | Total (Quattro)           | Total (Quattro)           | Total (Quattro)           | Total (Quattro)           |
| Transmisión                    | Automática, 8 velocidades                                  | Automática, 8 velocidades                                    | Automática, 8 velocidades | Automática, 8 velocidades | Automática, 8 velocidades | Automática, 8 velocidades | Automática, 8 velocidades |
| Peso                           | 2050-2075 kg                                               | -                                                            |                           |                           |                           |                           |                           |
| Aceleración 0–100 km/h         | 5.9 s                                                      | 4.5 s                                                        |                           |                           |                           |                           |                           |
| Velocidad máxima               | 250 km/h (Limitada electrónicamente)                       | 250 km/h (Limitada electrónicamente)                         |                           |                           |                           |                           |                           |
| Consumo combinado (L/100 km)   | 5.6-5.8                                                    | -                                                            |                           |                           |                           |                           |                           |
| Normativa anticontaminación    | Euro 6                                                     | Euro 6                                                       |                           |                           |                           |                           |                           |